# 包气带水文学
包气带水文学是研究包气带物质和能量运移规律的一门学科。地壳表层是一个固、液、气三相体系。固相包含各种矿物质和有机质，液相包括水及溶于水中的各种溶质，气相包含空气、水汽和其它气体。